# Вишеслав (князь Хорватії)
Вишеслав (хорв. Višeslav; *невідомо — †802/810) — князь Приморської Хорватії до 799—802/810 років. Очільник спротиву Франкській імперії.

## Життєпис
Про батьків його нічого невідомо. Також достеменно не знано, коли почав панування. Ймовірно, це відбулося у 780-ті або 790-ті роки. Чинив успішний спротив нападам аварів. Як резиденцію Вишеслав обрав місто Нін поблизу Задару.
У 799 році хорвати на чолі з Вишеславом відбили напад франків на чолі з франкським маркграфом Еріком Фріульским, які рушили після знищення Аварського каганату. Вишеслав переміг у вирішальній битві при Тарсатіке поблизу сучасної Рієки, в якій загинув маркграф Фріульський.
Згодом держава Вишеслава опинилася у сфері інтересів Візантійської імперії. За цих умов посилився тиск франків на Приморську Хорватію. Зрештою Нісефорським мирного договору 803 року між Візантією і Франкською імперією Приморську Хорватію було визнано васалом держави франків.
Вишеслав помер приблизно до 810 року (за іншими відомостями — до 803 року). Владу успадкував князь Борна.